# Chancel Massa
Chancel Massa Mohikola (Brazzaville, 1985. augusztus 28. –)  kongói válogatott labdarúgókapus, az AC Léopards játékosa.
A kongói válogatott tagjaként részt vesz a 2015-ös afrikai nemzetek kupáján.